# 萬湖會議 (2022年電影)

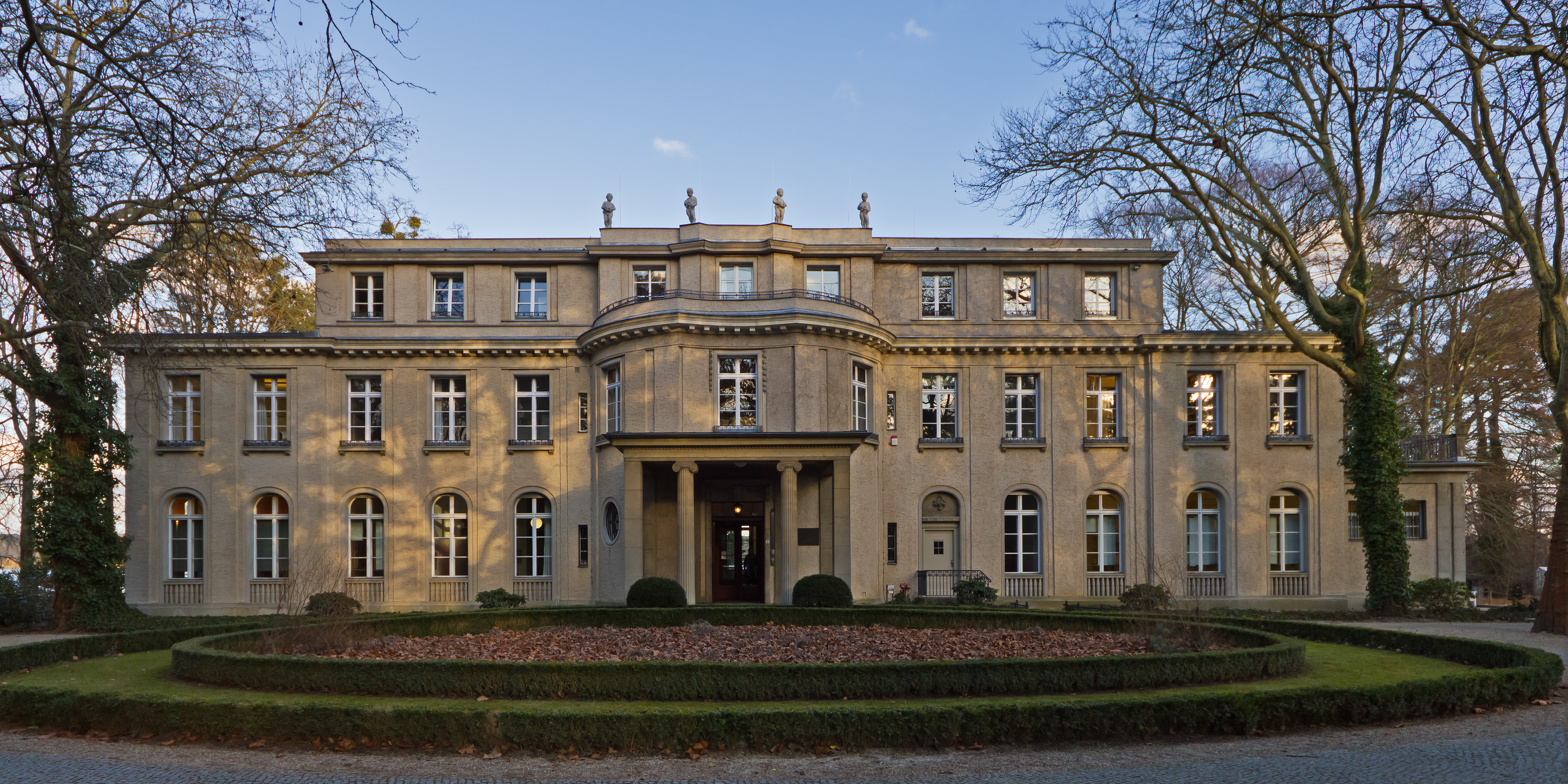
萬湖會議聽

萬湖會議（德語：Die Wannseekonferenz）台湾译作《净化论》，是一部德国电视文獻紀錄片，在2022年1月18日於德國電視二台的串流媒體平台ZDFmediathek上線，並在當月24日由德國電視二台於電視首次播出，讲述了1942年納粹德國當局在柏林-万湖召開的一次协调該國各个政府部门屠杀犹太人的会议（萬湖會議）。2023年6月21日於臺灣院線上映。